# 塗鴉藝術

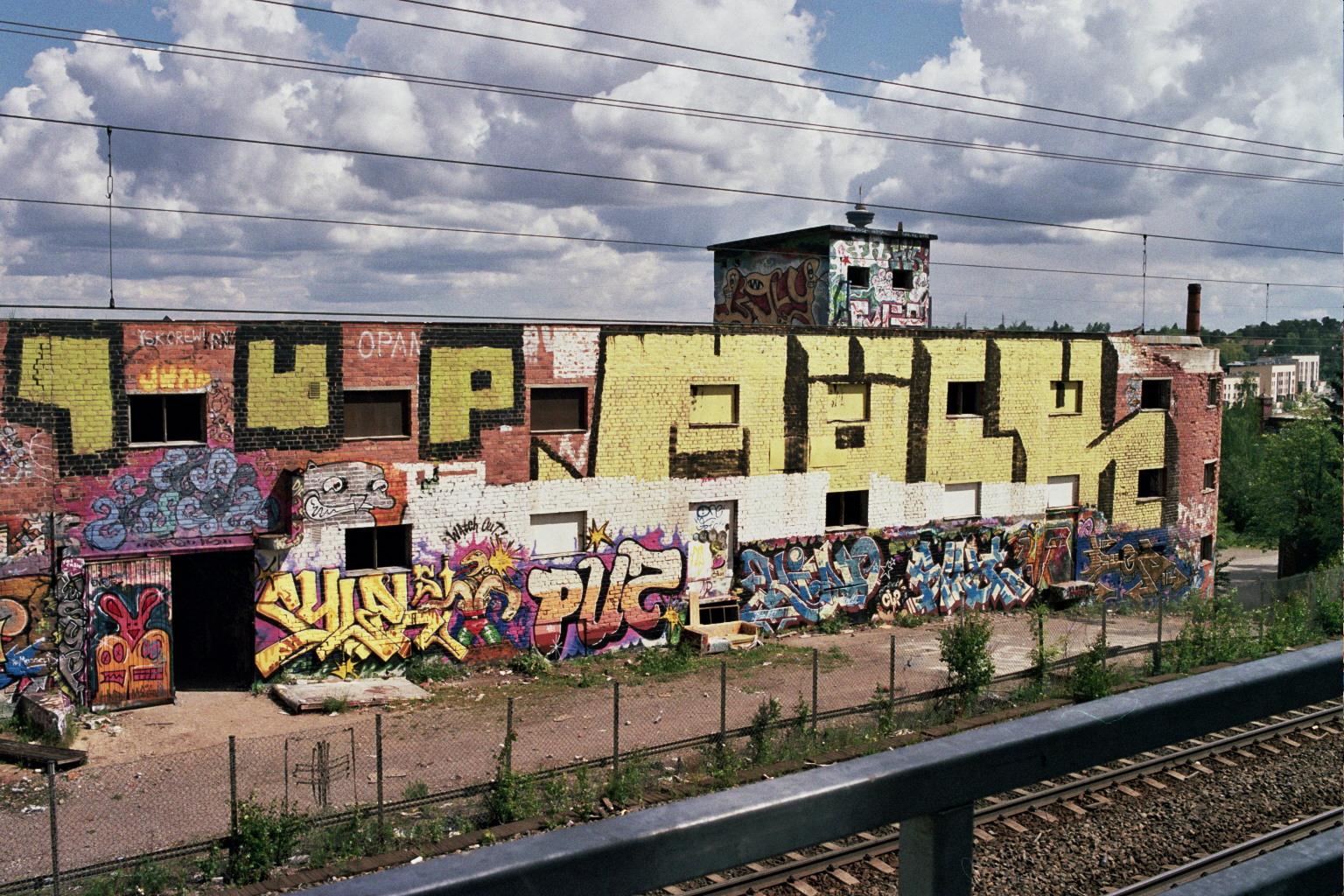
芬兰一家废弃的屋顶毡厂，上面有涂鸦

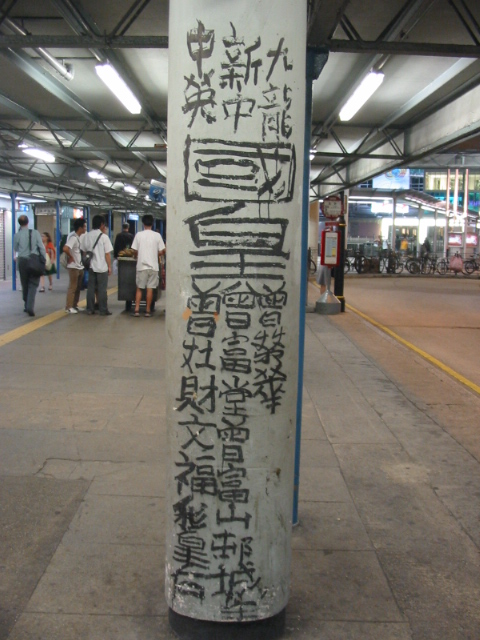
曾灶財在尖沙咀天星碼頭的「墨寶」(2005年)

塗鴉藝術(Graffiti)是指在公共、私有設施或牆壁上的人為和有意圖的標記，常简称为涂鸦。塗鴉可以是圖畫，也可以是文字。未經設施擁有者許可的塗鴉一般屬違法或犯罪行為。
「塗鴉」一詞除了作為"Graffiti"的中譯外，中國書法的題字，也有在下款署以「某某塗鴉」代替「某某題」的做法，以示謙卑（習慣上，書法到了一定水準的才能署以「某某題」）。
塗鴉早於一些文明古國如古希臘和羅馬帝國便有存在。如果把塗鴉定義得再廣一些，史前時期的人們在洞穴中塗上的岩畫也可算是塗鴉。
時至今日，「塗鴉」在一定程度上為這種街頭藝術賦予一定認受性。不然，這些作品的稱呼將會是「亂畫」、「畫狗屎」或「塗污」。
塗鴉在英語中是以複數Graffiti表示。其單數詞為graffito。兩词均由意大利文借用得來，並且都是起源於希臘文（graphein），意指「書寫」，在很多時候我們談論到塗鴉時，更多是指塗鴉人在牆壁上將自己的塗鴉名以簽名(tag)、快速塗鴉/泡泡字(throw ups)和高完整性的塗鴉作品(piece)等三種不同藝術型式呈現。關於這個字何時和如何改為代表「塗鴉」的意思，歷史學家並沒有定論。

## 塗鴉的歷史

### 古代

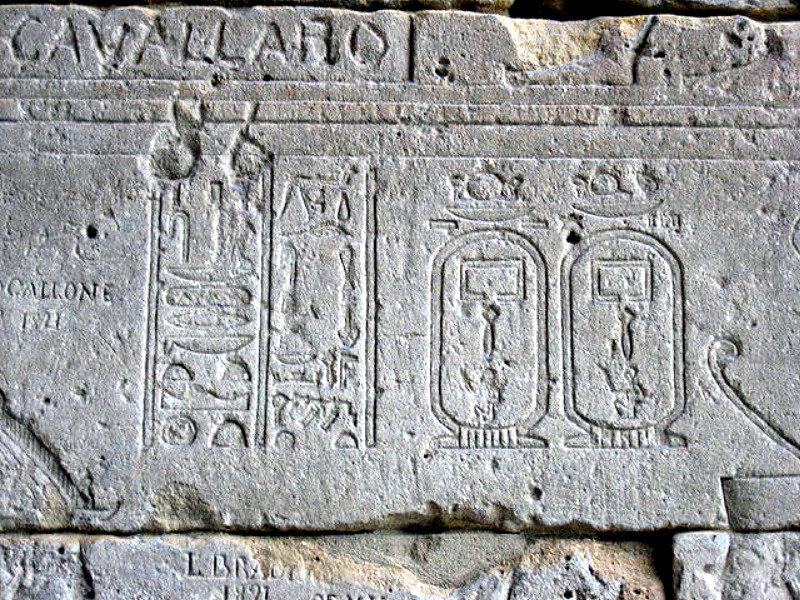
埃及丹鐸神廟的古代塗鴉。

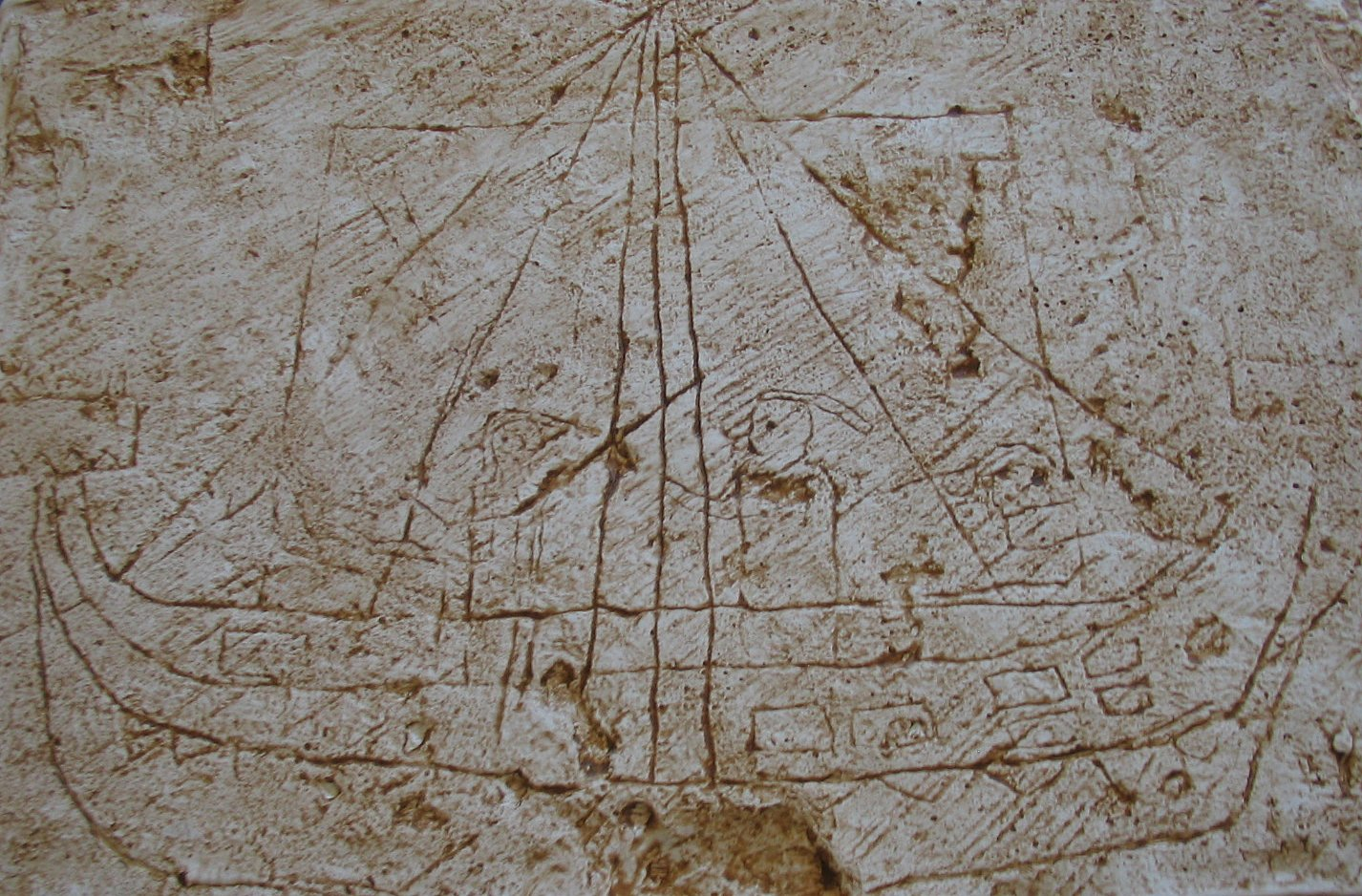
法国古代涂鸦博物馆中描绘人们在船上的涂鸦

「塗鴉」最初是用來指在古跡、古墓或廢墟上找到的銘文或圖畫，後來包括很多可以被認為是污損公物的畫作（如畫在行人道旁或牆上的圖畫）。如果一項紀念物的作者在他的作品刻上銘文，不算是塗鴉。
最早時期的塗鴉可以追溯至尼安德特人，早於20-30萬年前，尼安德特人已經懂得在洞穴內塗鴉。
第一個可以被稱為「現代塗鴉」的畫作位於古希臘城邦以弗所（今土耳其境內）。此圖的內容是一個手印、一個心形圖案、一個腳印和一個數字。根據此城的遊客指南，該圖畫被認為是一個賣淫廣告，教導觀看者沿腳印的方向走數字所指的步數去尋找妓女，並按照手印所指的數額付錢。
古埃及和古羅馬人均有於他們的牆上或紀念碑前塗鴉。龐貝古城的塗鴉因為城市被火山灰淹沒而完整地保存下來。這些出土的塗鴉作品包括當時日常生活的種種細節，包括日用拉丁文、罵人話、咒語、示愛宣言、政治言論等。其中一處甚至塗有「小心惡犬」的標語。
維京人在東征西討的同時也留下了大量塗鴉。其中在羅馬和愛爾蘭至今仍存有維京人塗鴉作品的遺跡。另外，君士坦丁堡的索菲亞大教堂也曾遭維京人的塗鴉破壞。
拿破崙遠征埃及時，他的士兵也有在碑石上刻名留念。
中文“涂鸦”一词，出自《玉川子集．云添丁》。唐朝有个人叫卢仝，儿子名添丁，喜欢随意涂涂画画，常把他书册弄得又髒又乱。卢仝因此写了这句：“忽来案上翻墨汁，涂抹诗书如老鸦。”写出了儿子的调皮好动和自己的无奈，这就是涂鸦的来源。

### 現代

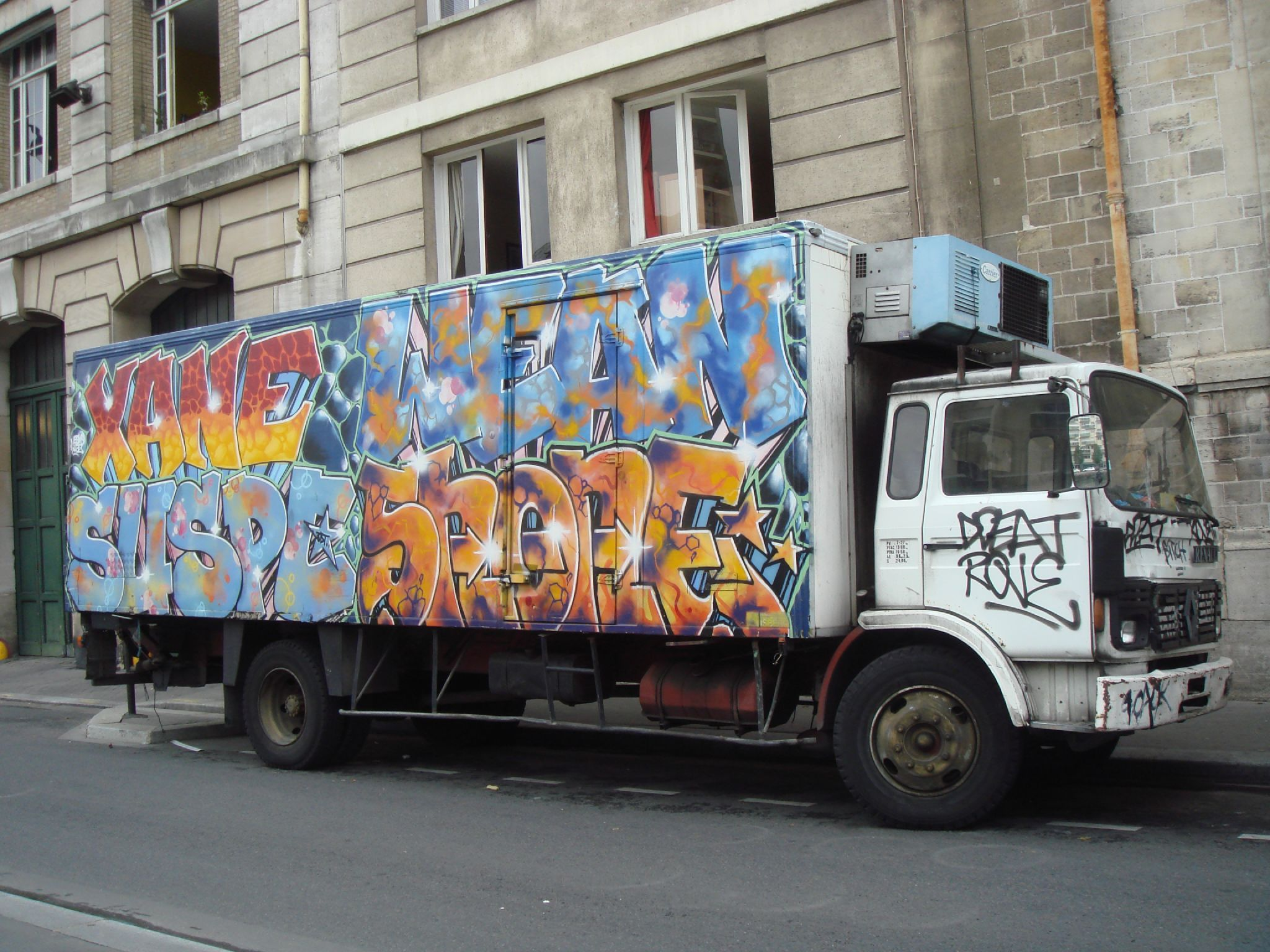
在雷諾卡車上的塗鴉。

踏入20世紀，一種「到此一遊」的塗鴉在歐美各地流行起來。這種塗鴉的內容像是有一個人爬上牆上偷看，人們只看見他的眼和鼻，如吉佬儿到此。其下有一句「到此一遊」或「甚麼？沒有某物？」的字句。到了第二次世界大戰，隨著戰機的盛行，在機身上塗鴉也流行起來。
戰後，世界各地很多大城市都有一批如童黨的人在各處的牆壁上塗鴉，多是留下自己的名字以宣示在塗鴉處附近的控制權。但到了20世紀末，這種行為開始和童黨脫離關係，慢慢變成一種個人創作。一些人是「為塗鴉而塗鴉」，或是為了增加自己作為塗鴉藝術家的名聲和技術而塗鴉。個人塗鴉在形式和動機都和有組織塗鴉有所不同。例如個人塗鴉的藝術動機便比有組織塗鴉為高；另外個人塗鴉所用的媒介也十分廣，包括牆壁、建築物，甚至貨運列車。
有時塗鴉和筆名一樣，能反映作者的修養。有時塗鴉所包括的是創作的年份、作者的名字及其簡稱，或反映作者的一些經歷、回憶或追憶。一些塗鴉內容甚至含有隱語。
有些有追思逝世者意義的塗鴉即使是塗在商店正門上，店員也不敢隨意塗抹。另外一些塗在廢棄圍欄或牆壁上而有特別意義的塗鴉，業主或政府有時也不會抹掉。
另外，也有一些塗鴉帶有地方色彩。例如美國加州南部一些幫派的塗鴉、香港以中國式書法見稱的九龍皇帝，以及法國的安德列·薩拉華。
一些前衛藝術家在1960年代開始研究塗鴉的理念和用處。在斯堪地那維亞甚至有一所專門研究塗鴉的學院。
由於塗鴉者需要令自己免被拘捕，很多塗鴉均以迅速完成為務。這種快速和違法的（甚至是有組織的）塗鴉有時被稱為「塗畫式簽名」（tagging），並且與其他較帶有藝術成份的塗鴉分開處理。
美國的兩位主流藝術家凱斯·哈林（1958-1990）和尚·米榭·巴斯奇亞（1960-1988）皆承認他們的作品是受到街頭塗鴉的美學和技法所影響。

## 法律地位

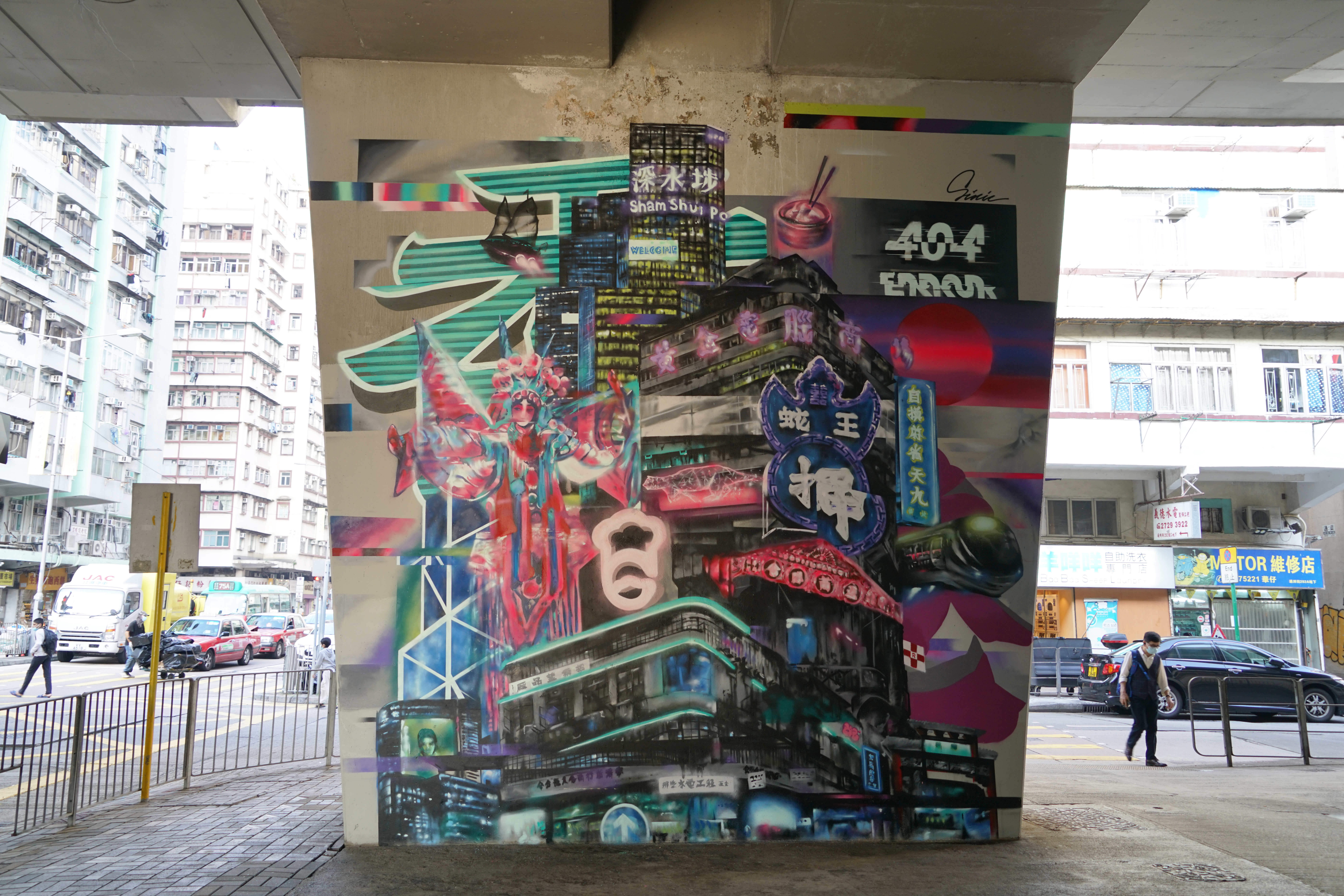
香港深水埗天橋柱躉之塗鴉

塗鴉引起了不少可能的社會壓力，因為塗鴉一般都在不屬於作者的平面如牆、建築物、列車車身等出現。亦即是說，塗鴉構成了一種獨特的元素。
常用的塗鴉工具包括噴漆和粗箱頭筆跡的標記筆。塗鴉作品常常是迅速完成的痕跡，因為塗鴉者要避免被當局發現和拘捕。
有些城市為打擊塗鴉，會在一些地方特別設立牆壁供人作塗鴉用途。這種措施據稱可以打擊一些小塗鴉，但能鼓勵塗鴉藝術家花時間創作一些質素高的作品而不用擔心因遊蕩等罪名而被捕。然而，一些人不贊成這種措施，並認為合法塗鴉並未有效杜絕非法塗鴉。
不少人認為塗鴉是騷擾，或一種使物業需以昂貴價錢清理和修復的破壞。人們認為充滿塗鴉的地區比較骯髒，而且犯罪事件較多，因此塗鴉可以是生活質素指標的一種。
「破窗理論」的支持者認為，骯髒的地區（包括已受塗鴉影響的地區）會鼓勵更多的塗鴉甚至更嚴重的犯罪出現。紐約前市長魯道夫·朱利安尼即基於此理論而在其任內推行反塗鴉措施。該措施是美國史上最大型的反塗鴉行動之一，包括通過一項法案以禁止售賣噴漆予18歲以下人士。法案也強制售賣噴漆的店主需要把噴漆鎖在箱內以及放在小偷可及範圍以外的位置。
1993年，一名美國青年費爾（Michael P. Fay）在新加坡塗鴉而被拘捕（他在數輛名貴房車上噴漆），後來當地法院以1966年的塗鴉法判該青年入獄四月，及罰款3500新加坡元（當時合2233美元或1450英鎊），以及受鞭刑（值得一提的是，該法律本是用以針對宣揚共產主義的塗鴉）。該判決在美國引起軒然大波，因為美國並不對塗鴉一類罪行施體罰。《紐約時報》曾多次發表社論抨擊新加坡當局的判決，並呼籲美國人到新加坡的外交部門抗議。雖然新加坡政府接獲很多特赦的要求，但費爾仍在1994年5月5日受笞刑。（費爾原被判笞刑六鞭，但當時的新加坡總統王鼎昌最後同意將對他的鞭笞減爲四鞭。）
英國在2003年通過一項反社會行為法案以對付塗鴉。次年的「清潔不列顛」運動鼓勵對塗鴉者採取零容忍態度，並建議對塗鴉者施以即時罰款及禁止售賣噴漆予青少年。123名支持此運動的英國國會議員表示：「塗鴉不是藝術，而是罪行。我們將為我們的選民把塗鴉從我們的社區驅趕出去。」
美國新墨西哥州的阿爾伯克基市在1990年代中推行的反塗鴉運動則更為激烈。城裏的旱谷、橋樑和隔音屏障都被覆蓋以防止塗鴉。據稱有塗鴉者因企圖在這些地方塗鴉而受傷甚至死亡。另外，該市市政府亦設立了一條舉報塗鴉熱線和一個用來舉報塗鴉的網站。與紐約相似，該市亦禁止售賣噴漆予青少年或把噴漆鎖在箱內。塗鴉的刑罰包括罰款、社會服務或入獄。

## 塗鴉的種類
涂鸦原本是人们不分场合、出于不同目的、随意取材、信手涂抹的行为状态。后来发展为一种以绘画和书法为主体的边缘艺术样式。就其艺术分类和产生的时间、载体和制作材料、创作动机和目的、创作方法和手段、创作内容与形式，参与人员以及审美层次和价值判断都具有不可界定性。同时在学术界存在许多争议。以艺术本体特征而言，原始洞穴壁画和岩画应当是人类最早的涂鸦艺术。就其概念形成至少要追述到二战后的美国。
作为一种具有大众性、交叉性的流行艺术，涂鸦艺术似乎属于后现代艺术范畴。涂鸦是否是艺术活动？是什么样的艺术活动？作为一种大众的流行艺术活动，它的产生、发展和现状以及社会效果和社会评价如何？由于涂鸦艺术具有创造性和破坏性并存的特点，是应该倡导还是应该抑制涂鸦艺术？理由和措施如何？这些都存在许多争议。

### 噴漆藝術

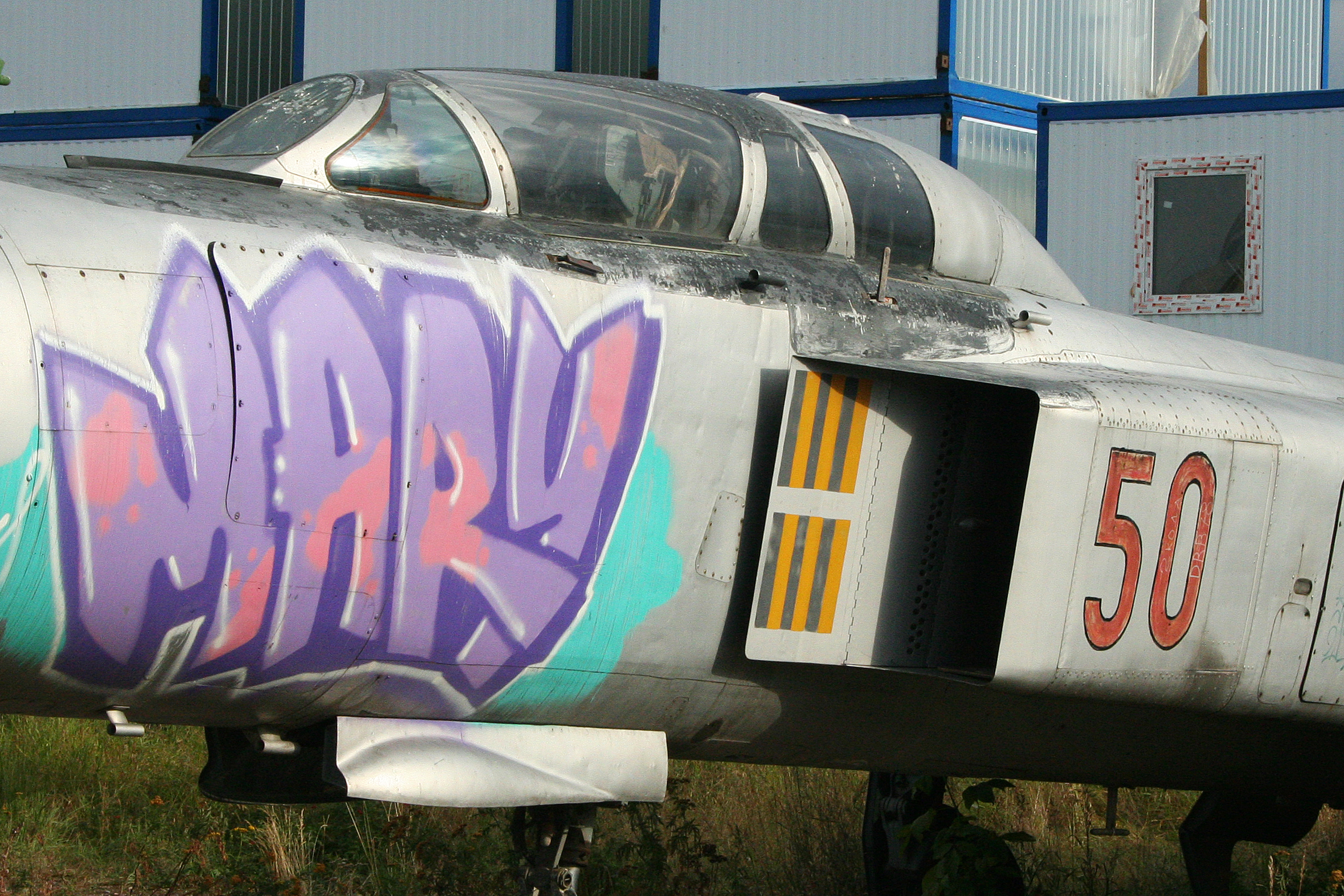
Su-15攔截機上的噴漆塗鴉

噴漆藝術一般被認為是嘻哈文化（Hip-hop）的四大元素之一。這種塗鴉分成許多支派，有費城的邪惡流派，也有紐約的狂野流派。這些塗鴉的作者多以其塗鴉形式甚至喜用的媒介分類。
費城流派的塗鴉始自1960年代，但後來因在紐約地鐵的列車上出現而發揚光大。
紐約流派塗鴉的其中一個創始人是一個信差。他以塗鴉來留下送遞路線的記號。當紐約時報報導他的事後，青少年爭相模仿他的塗鴉。雖然在這個信差之前便已有人在紐約塗鴉，但他是對紐約塗鴉影響最大的人。
某些塗鴉者被推舉成藝術家，如凱斯·哈林。
有一點值得留意：噴漆以至一些箱頭筆均含有有害物質二甲苯。這種物質不但能經呼吸進入人體，人的皮膚也會吸收它。一些塗鴉者會戴上手套以避免直接接觸噴漆。
另外，去除這些塗鴉的人員也要接受訓練，以免在工作中接觸到有害甚至有毒物質。他們會使用丙酮或甲苯等稀釋劑，或利用高壓技術去除塗鴉。在對付一些常有塗鴉的地方時，他們也會塗上排斥塗鴉顏料的塗料。

### 街頭藝術

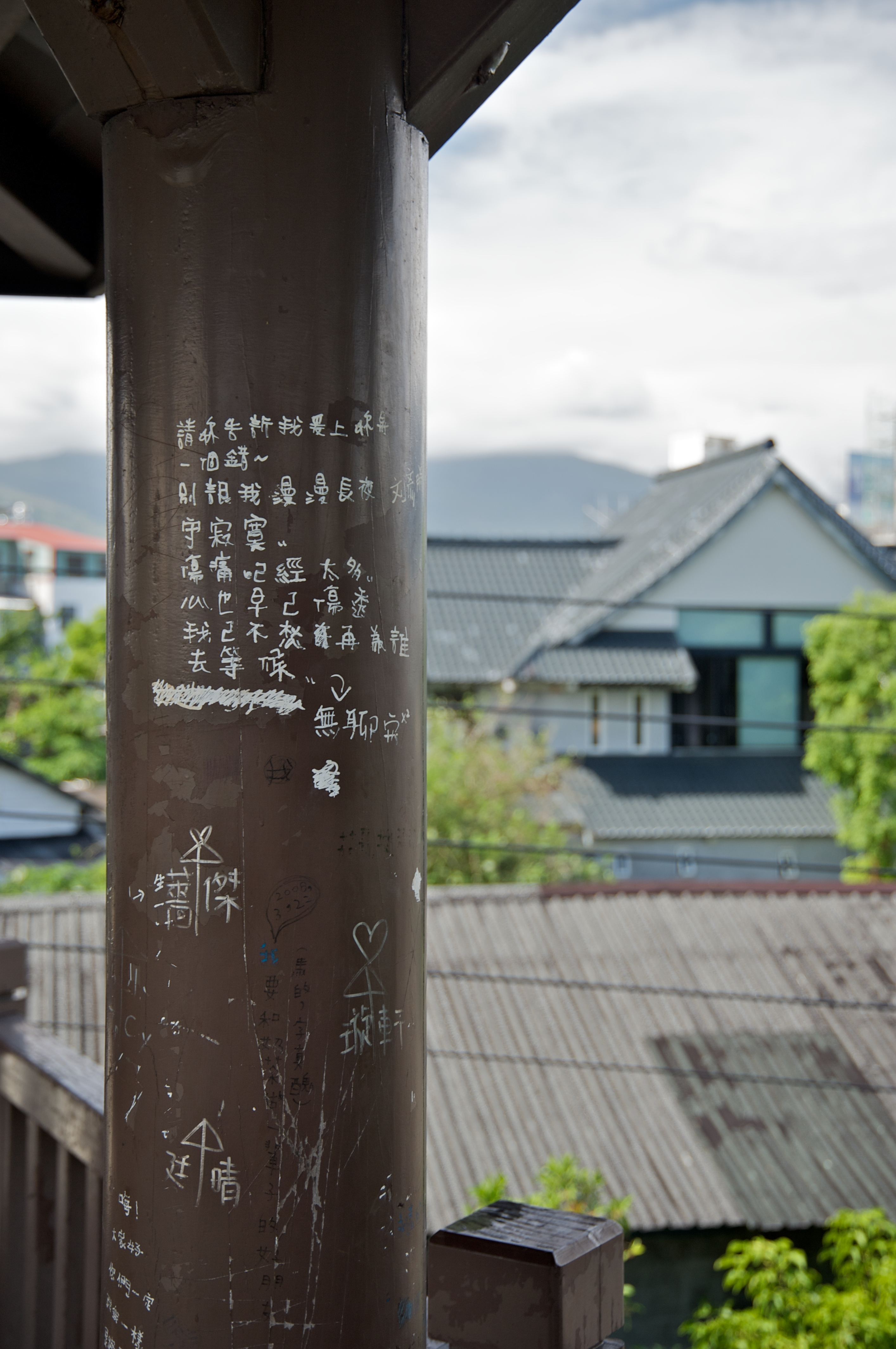
臺灣花蓮市某直柱上的塗鴉

街頭藝術家可能會選擇在海報等媒介塗鴉，但他們也會在城市的一些公物上塗鴉。這些塗鴉的共通點是它們多是犯法的。
這種塗鴉可能有政治目的，也可能只是塗鴉者的一時興起。街頭藝術在世界各地都很流行。

### 激進或政治塗鴉
塗鴉可以是反抗政府者發洩的一種方式。然而，進行政治塗鴉的人往往有不同的目的和理念。
對不同的人來說，塗鴉可以有不同的意義。其中一些人認為塗鴉是一種政治實踐的方法或技術，甚至是表達反技術的工具。英國便曾有政治組織於1970年代末期在倫敦地鐵系統內多處寫上無政府主義、反戰、兩性平等及反消費的標語。
一些人把政治塗鴉定為破壞或有策略的媒介活動，並把進行政治塗鴉的人依據其政治或經濟背景和立場分類。由於政治塗鴉範圍很廣，政治塗鴉者之間的主張可能很不同甚至有所衝突。
在政治上被邊緣化的人（如極左或極右份子）也會利用塗鴉表達他們的政治思想。這種塗鴉有時被稱為政治宣傳塗鴉。這種塗鴉的內容可以很粗糙，例如納粹份子便可能只劃一個「卐」字標誌了事。
香港著名的塗鴉藝術家曾財所畫的作品亦屬政治塗鴉。

### 電腦塗鴉
不少塗鴉者近年轉向以電腦創作塗鴉以避免觸犯法例。這種塗鴉多是仿傚噴漆藝術的電腦圖像。技術上，這些創作並非未經准許，因此它們不算塗鴉，但它們的圖案樣式使它們歸入塗鴉之列。
嚴格來說，電腦塗鴉只是塗鴉藝術家以電腦輔助創作，並非真的由電腦負責塗鴉。
另外，電腦塗鴉也常在遊戲中用以模擬城市實景。
现在比较盛行计算机涂鸦的主要是日本和中国，称之为“网络涂鸦”。日本还开发了一系列的涂鸦软件。

### 鐵路塗鴉
在城市中的塗鴉常常在地鐵列車的車身上出現。在紐約，地鐵塗鴉更曾被視為是塗鴉事業的終極目標。
地鐵塗鴉的極致是把整列列車都噴上圖案。噴灑的範圍可以只限於車窗以下，也可以遍及整個車身（包括車窗）。多項外國書籍及紀錄片均有記載地鐵塗鴉。但未經鐵路隸屬之公司或機構許可的塗鴉一般屬違法或犯罪行為。
在貨運列車上的塗鴉歷史更為悠久。最初一些偷偷登上貨運列車的遊民會在車廂內外寫上自己的名字（表示自己曾到此一遊），或以粉筆紀錄列車曾到的地方。然而，是否這些人引入貨運列車的噴漆塗鴉則不得而知。
貨運列車塗鴉多是鄉村的消遣。事實上那裏的人不易尋找其他的娛樂。美國、中歐或南美洲的列車多有找到這種塗鴉。
由於列車會駛到不同的地方，塗鴉者往往能因此名揚天下。在歐洲的貨運列車，情況更為明顯，因為這些列車往往是穿州過省，故一個人在某車卡所劃的塗鴉可能會被在國家另一方的另一人塗抹。這種情況被視為一種全國與國際性的塗鴉競爭。

### 城市公共藝術

#### 台灣
台灣有些城市設計了「塗鴉示範區」，例如在台中市：中科路與中山高速公路交會處（中科路橋橋墩）、復興路四段東側、樂業路南側及北側圍籬、建國北路一段（近崇倫街口）、大里區甲堤路圍籬（近立新國中對面）、太平區旱溪東路一段與精武路交接處防洪牆。

#### 德國
柏林圍牆的一些區段在兩德統一後被用作塗鴉。東邊畫廊保存了1990年代繪製的百餘幅塗鴉，圍牆公園（Mauerpark）裡的圍牆讓人任意塗鴉。

### 其他塗鴉
- 公廁塗鴉：在公廁或公眾浴室中的塗鴉。這種塗鴉很多情況下都是不雅的作品，例如粗言穢語、廁所笑話、色情內容，以至粗糙的卡通等。
- 醉畫：一種在醉了的人身上施行的塗鴉。內容多是不雅或構成侮辱的，包括全身寫字或剃去部份體毛以營造文字效果。
- 作物塗鴉：指在田野中以去除莊稼等方式畫出幾何圖案的塗鴉。這種塗鴉多於偏遠地區出現，而這種塗鴉往往被認為是犯法。
- 樹上塗鴉：刻在樹幹或樹皮上的塗鴉。最常見的內容是愛的宣言。據稱在19世紀開始，美國西部的牧羊人們會在每棵他們遇到的樹上刻上字句或女人圖像以解悶。現在一些有塗鴉的樹被認為是有歷史價值，當地政府部門甚至考慮保護它們免受侵蝕、砍伐和其他破壞。有人指出這種塗鴉會使樹木上面的部份枯死，但訖今為止仍無塗鴉對樹木健康影響的研究。
- 光塗鴉：在漆黑的環境中，利用相機的慢快門讓相機長時間曝光，例如是將相機的快門打開30秒後，再在相機面前，用電筒畫出不同形狀的線條和形狀。因感光耦合元件會記錄下光線移動的軌跡，因此電筒就像畫筆般在相片上畫畫。

## 塗鴉戰
1980年代初，英國伯明翰的牛環購物中心（Bull Ring shopping centre）展開了一場大型的塗鴉戰。該市邀請了一些英國著名的塗鴉者參賽。
這場比賽豎立了許多大型的板供參賽者塗鴉之用，並罕有地使這麼多人的塗鴉聚首一堂。然而，當有塗鴉者抄襲別人時，往往會觸發群眾或幫派間互相對抗。英國一所電視台的紀錄片留有這場塗鴉戰的片段。

## 資料來源
1. ↑  畢恆達. . 台灣: 遠流. 2011年6月1日: 頁132. ISBN 9789573267935 （中文）.

## 外部連結
- Ancient Graffiti of Saudi Arabia
- Video interview with Angel "LAROC" Ortiz, a 1970's NYC graffiti artist, on tagging
- Art Crimes （页面存档备份，存于）, leading contemporary Graffiti-related website
- Art of graffiti （页面存档备份，存于）
- A TIME Archives Collection of Graffiti's progression
- Belarusian graffiti （页面存档备份，存于）
- Big Art Mob （页面存档备份，存于）—a user-created pictorial map of graffiti and street art across the United Kingdom
- Bridge-Gallery Loerrach, Germany （页面存档备份，存于） – established 2010
- Ekosystem.org （页面存档备份，存于）
- FatCap （页面存档备份，存于）, largest structured database of graffiti and street artists around the world
- World Wide Graffiti Gallery—established 1997
- Gilman, D. C.; Peck, H. T.; Colby, F. M. (编). .  (第1版). 纽约: Dodd, Mead. 1905.
- Henry Chalfant's Graffiti Archive: New York City's Subway Art & Artists Multivolume series archiving graffiti art on the New York City Subway